# Flabellidium spinosum
Flabellidium spinosum ist eine ausgestorbene Pflanzenart aus der Klasse der Laubmoose. Sie war in Bolivien endemisch und gilt als einzige Art der Gattung Flabellidium.

## Merkmale
Flabellidium spinosum war ein pleurokarpes, epiphytisch an Baumwurzeln wachsendes Moos mit schmutzig-grünen bis gelblich-grünen Blättern. Die aufgerichteten Stängel waren ungefähr 1 cm hoch, halbgefiedert und mehr oder weniger beblättert. Die eiförmigen Blättchen maßen 0,7 × 0,35 mm. Sie waren schuppenförmig und im getrockneten Zustand leicht gewölbt.  Die abaxial gezähnte und als Dorn austretende Mittelrippe (Costa) erreichte ungefähr drei Viertel der Blattlänge. Flabellidium spinosum war vermutlich diözisch. Es sind keine Sporophyten bekannt geworden. Die kahle, hellgelbe Sporenkapselhaube war 1,8 mm lang. Der rötliche Kapselstiel war glatt. Die Kapseln waren unterentwickelt.

## Status
Flabellidium spinosum ist nur vom Typusmaterial bekannt, das der deutsche Botaniker und Bryologe Theodor Herzog 1911 in der Cordillera Quimsa Cruz (Tres Cruces) nahe Santa Cruz de la Sierra in Bolivien in einem Bergwald in ungefähr 1400 m Höhe entdeckt hatte. Der Wald in der Typuslokalität und in der Umgebung wurde gerodet und die Region in landwirtschaftlich genutzte Flächen umgewandelt. Bei nachfolgenden Expeditionen konnte die Art nicht mehr wiederentdeckt werden und gilt nun als höchstwahrscheinlich ausgestorben.